# Temporada 2021 del GT-CER
La Temporada 2021 del GT-CER incluye las temporadas 2021 del Campeonato de España de GT y del Campeonato de España de Resistencia. Todas las rondas de esta temporada se disputan dentro del Racing Weekend, siendo acompañadas normalmente por el Campeonato de España de Turismos, el Campeonato de España de F4, y la Copa Cooper. Esta temporada se mantienen las divisiones del CER. El Campeonato TCR CER, pasa a ser una Copa, al quedarse los derechos del mismo (como Campeonato) en España la RFEDA.

## Cuadro de honor
| Campeonato de España de GT             | Campeonato de España de GT | Campeonato de España de GT      |
| -------------------------------------- | -------------------------- | ------------------------------- |
| Arnaud Gomez & Olivier Gomez Vortex V8 |                            |                                 |
| GT Clase 1                             | GT Clase 2                 | GT Clase 3                      |
| Arnaud Gomez Olivier Gomez             | Pierre Arraou              | Juan Andújar Francesc Gutiérrez |

| Copa de España TCR CER                                 | CER Clase 1                                      | CER Clase 1                                      | CER Clase 2                                      | CER Clase 2                                      | CER Clase 2                                      |
| ------------------------------------------------------ | ------------------------------------------------ | ------------------------------------------------ | ------------------------------------------------ | ------------------------------------------------ | ------------------------------------------------ |
| Álvaro Fontes & Mirco Van Nostrum Audi RS3 LMS TCR DSG | Daniel Martínez & Ángel Lafuente Peugeot 308 Cup | Daniel Martínez & Ángel Lafuente Peugeot 308 Cup | Hector Hernández & Borja Hormigos Mini Challenge | Hector Hernández & Borja Hormigos Mini Challenge | Hector Hernández & Borja Hormigos Mini Challenge |
| Álvaro Fontes & Mirco Van Nostrum Audi RS3 LMS TCR DSG | División 2                                       | División 3                                       | División 4                                       | División 5                                       | División 6                                       |
| Álvaro Fontes & Mirco Van Nostrum Audi RS3 LMS TCR DSG | Frédéric Billon                                  | Daniel Martínez Ángel Lafuente                   | Hector Hernández Borja Hormigos                  | Henk Van Zoest                                   | Juan Campos                                      |

## Calendario
| Ronda | Duración | Circuito               | Fecha            |
| ----- | -------- | ---------------------- | ---------------- |
| 1     | 48' +1v. | Circuito de Navarra    | 30 de mayo       |
| 1     | 48' +1v. | Circuito de Navarra    | 30 de mayo       |
| 2     | 48' +1v. | Motorland Aragón       | 1 de agosto      |
| 2     | 48' +1v. | Motorland Aragón       | 1 de agosto      |
| 3     | 48' +1v. | Circuito Ricardo Tormo | 19 de septiembre |
| 3     | 48' +1v. | Circuito Ricardo Tormo | 19 de septiembre |
| 4     | 48' +1v. | Circuito de Jerez      | 3 octubre        |
| 4     | 48' +1v. | Circuito de Jerez      | 3 octubre        |
| 5     | 2h       | Circuito de Cataluña   | 14 de noviembre  |

## Campeonato de España de GT
| Pos                                       | Piloto                              | Escudería             | Coche                | Cat. | NAV | NAV | ARA | ARA | CRT | CRT | JER | JER | CAT | Retención  | Pts |
| ----------------------------------------- | ----------------------------------- | --------------------- | -------------------- | ---- | --- | --- | --- | --- | --- | --- | --- | --- | --- | ---------- | --- |
| 1                                         | Arnaud Gomez Olivier Gomez          |                       | Vortex V8            | C1   | 1   | 1   |     |     | 2   | 1   | 2   | 4   | 4   |            | 272 |
| 2                                         | Jaume Font                          | Baporo Motorsport     | Porsche 911 Cup GEN2 | C1   | 4   | 3   | 1   | 2   |     |     | 3   | 2   | 2   |            | 272 |
| 3                                         | Pablo Yeregui Daniel Carretero      | Club Deportivo DAGO   | Porsche 991 Cup GEN2 | C1   | 5   | 5   | 4   | 4   | 3   | 3   | 5   | 3   | 3   | (268 - 24) | 244 |
| 4                                         | Joan Vinyes                         | Baporo Motorsport     | Porsche 911 Cup GEN2 | C1   | 4   | 3   | 1   | 2   |     |     |     |     | 2   |            | 196 |
| 5                                         | Pierre Arraou                       |                       | Audi R8 GT4          | C2   | 9   | 8   | 6   | 6   | 4   | 6   | 4   | 6   | 11  | (176 - 10) | 166 |
| 6                                         | Juan Andújar Francesc Gutiérrez     | Pcr Sport             | Porsche 911 Cup GEN1 | C3   | 8   | 7   | 5   | 5   | 6   | 4   | Ret | 5   | 10  |            | 166 |
| 7                                         | Philippe Gruau Lionel Amrouche      |                       | Vortex V8            | C1   | 6   | 6   | 2   | 3   | 6   | 6   | Ret | DNS |     |            | 148 |
| 8                                         | Antonio Sainero Pedro M. Salvador   | E2P Racing            | Porsche 911 Cup GEN2 | C1   | 3   | 4   | 3   | 1   |     |     |     |     |     |            | 140 |
| 9                                         | Daniel Díaz-Varela Eduardo Costabal | Baporo Motorsport     | Mercedes SLS AMG GT3 | C1   |     |     |     |     | 1   | 2   |     |     |     |            | 76  |
| 10                                        | Jacobo García                       | Club Deportivo DAGO   | Porsche 991 Cup GEN1 | C1   |     |     |     |     |     |     | DSQ | 7   | 6   |            | 52  |
| 11                                        | Andrius Zemaitis                    | Escudería Local Sport | Porsche Cayman GT4   | C2   | 7   | Ret |     |     |     |     |     |     |     |            | 16  |
| 12                                        | Andoni Parron                       | Club Deportivo DAGO   | Porsche 991 Cup GEN2 | C1   |     |     |     |     |     |     | DSQ | 6   |     |            | 16  |
| Pilotos no aptos para puntuar ni bloquear |                                     |                       |                      |      |     |     |     |     |     |     |     |     |     |            |     |
|                                           | Josep Mayola Marc Carol             | Pcr Sport             | Ferrari 458          | CE   | 2   | 2   |     |     |     |     |     |     | 1   |            |     |
|                                           | Daniel Díaz-Varela                  | Baporo Motorsport     | Mercedes SLS AMG GT3 | CE   |     |     |     |     |     |     | 1   | 1   |     |            |     |
|                                           | Jesús A. De Martín Eric Alanis      | NM Racing Team        | Mercedes AMG GT4     | C2   |     |     |     |     |     |     |     |     | 5   |            |     |
|                                           | Jordi Nogués                        | Club Deportivo DAGO   | Porsche 991 Cup GEN1 | C1   |     |     |     |     |     |     |     |     | 6   |            |     |
|                                           | Sebastien Lajoux Philippe Bonnel    |                       | Vortex V8            | C1   |     |     |     |     |     |     |     |     | 7   |            |     |
|                                           | Nicolas Nobs Patrick Brochier       |                       | Vortex V8            | C1   |     |     |     |     |     |     |     |     | 8   |            |     |
|                                           | Xavier Mielvaque Anthony Mielvaque  |                       | Ligier JS2R          | C3   |     |     |     |     |     |     |     |     | 9   |            |     |

| Color     | Resultado                                                               |
| --------- | ----------------------------------------------------------------------- |
| Oro       | Ganador                                                                 |
| Plata     | 2.ª plaza                                                               |
| Bronce    | 3.ª plaza                                                               |
| Verde     | Finalizó en los puntos                                                  |
| Azul      | Finalizó sin puntos                                                     |
| Azul      | NC - No clasificado                                                     |
| Violeta   | Ret - No terminó (Carrera)                                              |
| Rojo      | DNQ - No se clasificó                                                   |
| Negro     | DSQ - Descalificado                                                     |
| Blanco    | DNS - No empezó (carrera)                                               |
| Blanco    | WD - Retirado (fin de semana)                                           |
| Blanco    | C - Carrera cancelada                                                   |
| Sin color | DNP - Inscrito pero no participó                                        |
| Sin color | INJ - Lesionado                                                         |
| Sin color | EX - Excluido                                                           |
| Estado    | Resultado                                                               |
| Negrita   | Pole position                                                           |
| Cursiva   | Vuelta rápida                                                           |
| †         | Abandona, pero clasifica al completar el porcentaje requerido para ello |

## Campeonato de España de Resistencia
Copa de España CER TCR
Clase 2
| Pos                                       | Piloto                                    | Escudería               | Coche           | NAV | NAV | ARA | ARA | CRT | CRT | JER | JER | CAT | Retención | Pts   |    |    |
| D2                                        | D2                                        | D2                      | D2              | D2  | D2  | D2  | D2  | D2  | D2  | D2  | D2  | D2  | D2        | D2    | D2 | D2 |
| ----------------------------------------- | ----------------------------------------- | ----------------------- | --------------- | --- | --- | --- | --- | --- | --- | --- | --- | --- | --------- | ----- | -- | -- |
| 1                                         | Frédéric Billon                           |                         | Peugeot 308 Cup | 1   | 1   |     |     | 1   | 1   |     |     | 1   |           | 127,2 |    |    |
| 2                                         | Busian Fontán                             | SMC Junior              | Peugeot 308 Cup | 2   | 2   |     |     | 2   | 2   |     |     |     |           | 86,4  |    |    |
| 3                                         | Alex Conde Lisardo Conde                  | Escudería Costa Daurada | Peugeot 308 Cup |     |     |     |     |     |     | 2   | 1   |     |           | 45,6  |    |    |
| 4                                         | Javier Picó                               | SMC Junior              | Peugeot 308 Cup | 2   | 2   |     |     |     |     |     |     |     |           | 43,2  |    |    |
| =                                         | Pedro J. Herráiz                          | SMC Junior              | Peugeot 308 Cup |     |     |     |     | 2   | 2   |     |     |     |           | 43,2  |    |    |
| 5                                         | Juan Reina Jose L. Cisneros               | CD Plemar Sport         | Opel Astra Cup  |     |     |     |     |     |     | 1   | Ret |     |           | 24    |    |    |
| NC                                        | Álvaro Rodríguez                          | CD Plemar Sport         | Opel Astra Cup  |     |     |     |     |     |     | DNS | DNS |     |           | 0     |    |    |
| Pilotos no aptos para puntuar ni bloquear |                                           |                         |                 |     |     |     |     |     |     |     |     |     |           |       |    |    |
|                                           | Frederic Roy Alexis Garcin Benoit Rousset |                         | Alpine A110 Cup |     |     |     |     |     |     |     |     | 2   |           |       |    |    |
|                                           | Samuel Pineda                             |                         | Peugeot 308 Cup |     |     |     |     |     |     |     |     | 1   |           |       |    |    |
| D3                                        |                                           |                         |                 |     |     |     |     |     |     |     |     |     |           |       |    |    |
| 1                                         | Daniel Martínez Ángel Lafuente            | VSR Motorsport          | Peugeot RCZ     | 1   | Ret | 1   | 1   | 1   | 1   | 1   | 1   | 1   |           | 166   |    |    |

Clase 3
| Pos                                       | Piloto                           | Escudería               | Coche                | NAV | NAV | ARA | ARA | CRT | CRT | JER | JER | CAT | Retención    | Pts   |    |    |
| D4                                        | D4                               | D4                      | D4                   | D4  | D4  | D4  | D4  | D4  | D4  | D4  | D4  | D4  | D4           | D4    | D4 | D4 |
| ----------------------------------------- | -------------------------------- | ----------------------- | -------------------- | --- | --- | --- | --- | --- | --- | --- | --- | --- | ------------ | ----- | -- | -- |
| 1                                         | Hector Hernández Borja Hormigos  | RACE                    | Mini Challenge       | 1   | 1   | 1   | 1   | 1   | 1   | 1   | 1   | 1   | (233,6 - 20) | 213,6 |    |    |
| 2                                         | Vicente Vallés                   |                         | Ford Fiesta 1.6      | 2   | 2   |     |     |     |     | 2   | Ret |     |              | 79,2  |    |    |
| 3                                         | Henk Van Zoest                   | Skualo Competición      | Renault Clio Cup IV  | 3   | Ret |     |     |     |     |     |     |     |              | 28,8  |    |    |
| 4                                         | Oriol Pavón                      |                         | Honda Civic Type R   | Ret | DNS | DNS | DNS |     |     |     |     |     |              | 0     |    |    |
| Pilotos no aptos para puntuar ni bloquear |                                  |                         |                      |     |     |     |     |     |     |     |     |     |              |       |    |    |
|                                           | Juan Carlos Arias Thomas Seldon  |                         | Renault Clio Cup IV  |     |     |     |     |     |     |     |     | 2   |              |       |    |    |
|                                           | Álvaro Rodríguez José Luiz López | CD Plemar Sport         | Renault Clio Cup IV  |     |     |     |     |     |     |     |     | 3   |              |       |    |    |
| D5                                        |                                  |                         |                      |     |     |     |     |     |     |     |     |     |              |       |    |    |
| 1                                         | Henk Van Zoest                   | Skualo Competición      | Renault Clio Cup IV  |     |     | 1   | 1   | 1   | 1   | 1   | 1   |     |              | 120   |    |    |
| 2                                         | Iván Riera                       | Escudería Costa Daurada | Renault Clio Cup V   | 1   | 2   |     |     |     |     |     |     |     |              | 53,2  |    |    |
| 3                                         | Juan C. Hernández                | Escudería Costa Daurada | Renault Clio Cup V   | 3   | 1   |     |     |     |     |     |     |     |              | 50,4  |    |    |
| 4                                         | Eric Alanis                      | Escudería Costa Daurada | Renault Clio Cup V   | 2   | 3   |     |     |     |     |     |     |     |              | 47,6  |    |    |
| D6                                        |                                  |                         |                      |     |     |     |     |     |     |     |     |     |              |       |    |    |
| 1                                         | Juan Campos                      | Peña Autocross Arteixo  | Renault Clio Cup III | 1   | 1   | 1   | 1   | 1   | 1   | 1   | 1   | Ret |              | 188   |    |    |
| 2                                         | Javier Gil                       | Peña Autocross Arteixo  | Renault Clio Cup III | 1   | 1   |     |     | 1   | 1   | 1   | 1   | Ret |              | 148   |    |    |
| 3                                         | Matías Fernández                 | FRC Competición         | Audi TT              | DNS | DNS |     |     |     |     | 2   | 2   |     |              | 43,2  |    |    |
| 4                                         | Luís M. Vieira                   | FRC Competición         | Ford Fiesta ST Line  | 2   | Ret |     |     |     |     |     |     |     |              | 34,2  |    |    |
| 5                                         | Sergio Torres                    | FRC Competición         | Ford Fiesta ST Line  | 3   | DNS |     |     |     |     |     |     |     |              | 28,8  |    |    |
| 6                                         | Rubén Rodríguez                  | FRC Competición         | Ford Fiesta ST Line  | Ret | DNS |     |     |     |     |     |     |     |              | 0     |    |    |